# Stundentafel
In einer Stundentafel wird durch die Schulverwaltung – in Deutschland durch die Kultusministerien – die Anzahl der Unterrichtsstunden festgelegt, die in den verschiedenen Schularten und Klassen- bzw. Jahrgangsstufen auf die jeweiligen Unterrichtsfächer entfallen.

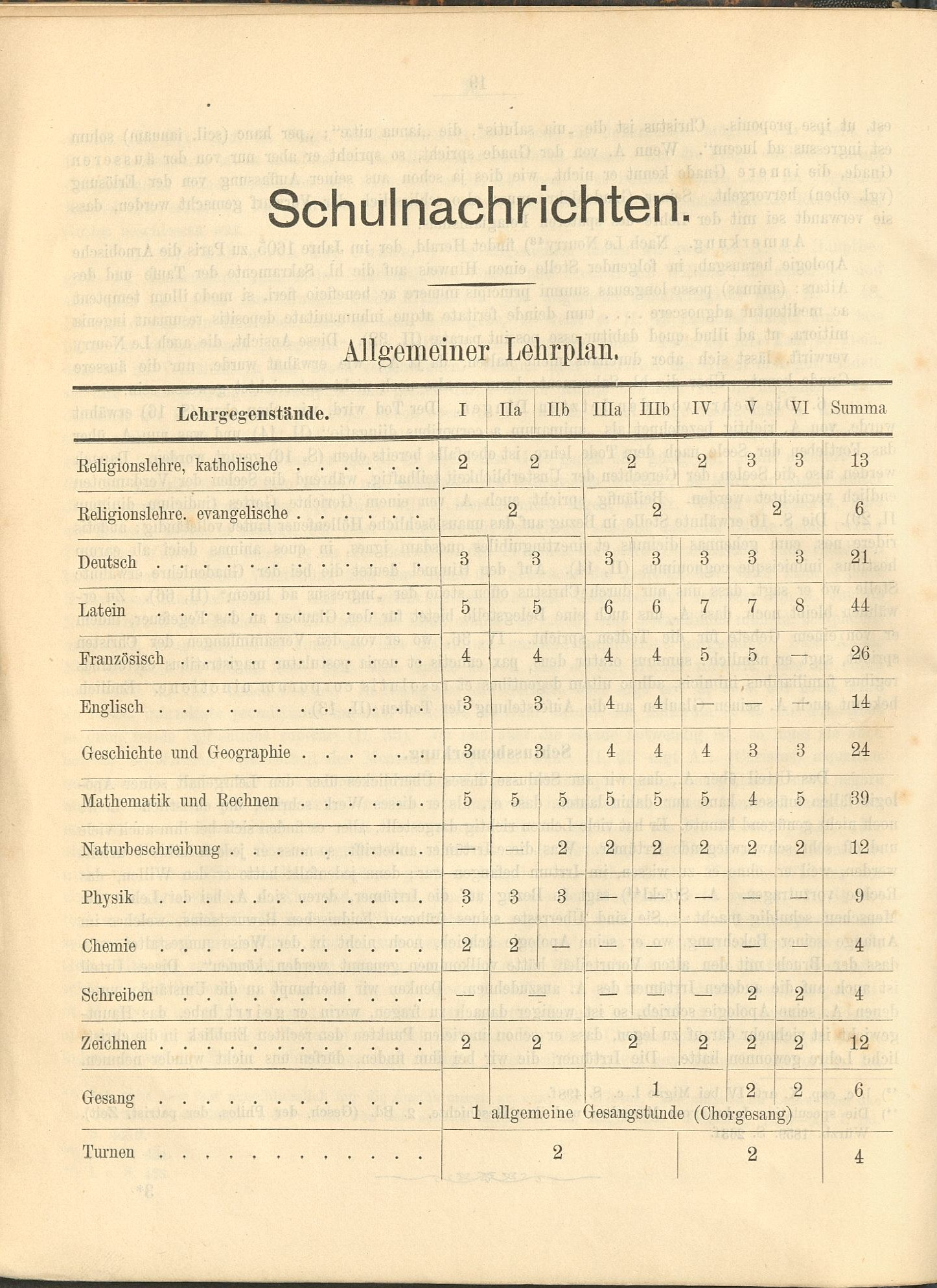
Stundentafel des Realgymnasiums Neisse im Schulprogramm 1883/84

Im Rahmen der Stärkung der Schulautonomie werden z. B. in Baden-Württemberg nicht mehr für jede einzelne Jahrgangsstufe feste Anzahlen von Unterrichtsstunden für jedes auf dieser Stufe unterrichtete Fach vorgegeben. Stattdessen werden im Rahmen von Kontingentstundentafeln für die verschiedenen Schularten den verschiedenen Fächern bzw. Fächerverbünden Stundenkontingente zugewiesen und den Schulen gewisse Spielräume bei der Verteilung eingeräumt. Darüber hinaus sind so genannte „Poolstunden“ vorgesehen, mit denen die Schulen eigene Schwerpunkte setzen können. Dazu können diese Stunden z. B. für bestimmte, im Rahmen eines Profils stärker hervorgehobene Fächer oder für die Umsetzung eines Sozial- und/oder Methodencurriculums verwendet werden.
Dieser Entscheidungsspielraum der Schulen hat u. a. Auswirkungen auf das Einsetzen des Unterrichts in Fächern, die nicht während der gesamten Schulzeit unterrichtet werden. Beispielsweise kann mit dem Unterricht in einer zweiten Fremdsprache in Klasse 5 (Biberacher Modell) oder in Klasse 6 begonnen werden. 
Ebenso sind im Rahmen der Kontingentstundentafel unterschiedliche Schwerpunkte innerhalb von Fächerverbünden (z. B. Geographie-Wirtschaft-Gemeinschaftskunde) möglich, da hier die Anteile der einzelnen Fächer nicht exakt festgelegt sind.